# Föreningen P5
Föreningen P5 är en ideell förening och en av Försvarsmaktens uppvisningsgrupper, vars syfte är att bevara och sprida kunskap om fordon som använts inom Övre Norrlands militärområde (Milo ÖN), företrädesvis av Norrbottens pansarbataljon (P 5) i Boden. Dessutom söker föreningen hålla sin samling av fordon kördugliga så de kan delta i uppvisningar såsom den traditionella pansarparaden genom Boden på nationaldagen.

Föreningen bildades 1994, och har sedan dess med frivilliga krafter renoverat ett antal rariteter som ej står att finna någon annanstans.

## Verksamhet
Föreningen P5 samarbetar med Försvarsmuseum Boden, där flera av föreningens stridsfordon finns utställda.
Vidare hålls fföreläsningar och skrivs artiklar både för att skapa intresse och sprida historien bakom fordon och förband.
Mellan 2002 och 2011 hade föreningen egen utställning på före detta Bodens artilleriregementes (A 8) område, där Försvarsmakten hyrde ut två garagelängor, men i och med försäljning av fastigheterna fick fordonen flyttas inom Norrbottens regementes (I 19) område, dit allmänheten inte har tillträde.
Under 2014 sändes serien Kalla krigets fordon, där föreningen bistått med fyra av åtta fordon.
Varje år deltar föreningen med stor fordonsutställning i firandet av garnisonens dag i Boden samt med en fordonsparad genom Boden till Försvarsmuseum under firandet av Nationaldagen.

## Fordon och materiel i föreningens ägo
| Pansarfordon - Stridsvagn m/37 - Stridsvagn m/42 - Stridsvagn 74 - Stridsvagn 101 - Stridsvagn 103C (3 st) - Stormartillerivagn m/43 - Pansarvärnskanonvagn m/43 - Infanterikanonvagn 103 - Infanterikanonvagn 91 - Pansarvärnsrobotvagn 551 - Sjuktransportpansarbandvagn 4024 - Bärgningsbandvagn 81 - Bärgningsbandvagn 82 - Brobandvagn 971 - Pansarbandvagn 301 - Pansarbandvagn 302 - Pansarbandvagn 501 - Terrängbil m/42 KP D och E (KP-bilar) | Bandvagnar - Bandvagn m/48 - Bandvagn 202/203 - Radiobandvagn m/48 - Pansarvärnspjäsbandvagn 2062 Motorcyklar - Motorcykel 257 - Hägglund XM74 (Motorcykel 358) - Monark-Albin m/42 Traktorer - Hjultraktor BM-Volvo T 600 - Bolinder Munktell BM 600 | Hjulfordon - Lastterrängbil 912 - Lastterrängbil 938 - Lastterrängbil 939 (komplett kokbil) - Radiopersonterrängbil 915 - Radiopersonterrängbil 9033 - Personbil ½ton (Volvo Duett) - Personlastterrängbil 903 - Pansarvärnspjästerrängbil 9031 - Bärgningsterrängbil 965 - Bärgningsterrängbil 970 |

Dessutom utbildningsmateriel, uniformer, blandad militaria, reservdelar och tillbehör till fordon.
- Utställda fordon vid Försvarsmuseum Boden:
  - Strv 74
  - Strv 103C
  - Ikv 91